# Enns (ville)
Pour les articles homonymes, voir Enns.
Enns (/ɛns/) est une commune autrichienne du district de Linz-Land en Haute-Autriche. Bâtie sur la rive gauche de l'Enns, à proximité de son confluent avec le Danube, Enns passe pour la ville la plus ancienne d'Autriche, car elle reçut ses privilèges en 1212.

## Histoire

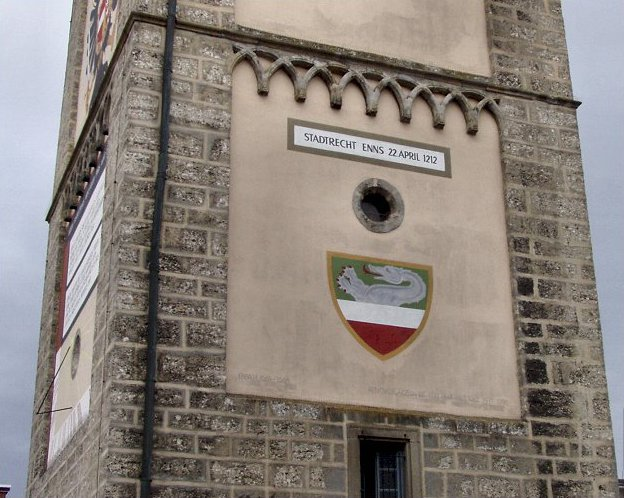
Droit de cité accordé en 1212.

Les Romains ont choisi cet emplacement pour y installer leurs légions : la cité de Lauriacum (it) qui s'y développa plus tard fut assez importante pour devenir la capitale de la province romaine de Norique. La ville reçut le titre de cité romaine en 212 sous le règne de Caracalla. C'est là que saint Florian, patron de la Haute-Autriche, subit le martyre sous Dioclétien.
Le monument le plus emblématique de la ville est le beffroi en 4 étages construit de 1564 à 1568 sous l'empereur d'Autriche Maximilien II.

## Personnalités
- Le folkloriste tchèque Jiří Polívka est né à Enns en 1858.